# اختلال کنترل تکانه
اختلال کنترل تکانه (به انگلیسی: Impulse control disorder) ناتوانی برای مقاومت در مقابل یک تکانه یا سائق یا تمایل به انجام اقدامی که آشکارا برای دیگران یا خود خطرناک است. در پنجمین ویرایش دستنامه تشخیصی و آماری اختلالات روانپزشکی (DSM-5) که در سال 2013 منتشر شده است، اختلالات کنترل تکانه در دسته کلی تری به نام اختلالات مخرب، کنترل تکانه و سلوک قرار داده شده است. به علاوه برخی از اختلالات که در نسخه قبلی در این دسته قرار داشتند به بخش های دیگری منتقل شدند. 
- ۱- اختلال انفجاری متناوب
- ۲- وسواس (جنون) دزدی
- ۳- قماربازی بیمارگونه (در نسخه جدید کتاب DSM به زیرمجموعه اختلالات ناشی از مواد و اعتیادی منتقل شده است)
- ۴- جنون آتش‌افروزی
- ۵- وسواس کندن مو (در نسخه جدید کتاب DSM به زیرمجموعه وسواس و اختلالات مرتبط منتقل شده است)
- ۶- نامشخص

۱- اختلال انفجاری متناوب :
عبارت است از دوره‌های پرخاشگری که منجر به آسیب زدن به دیگران می‌شود. شیوع دو درصد و در دهه‌های دوم و سوم دیده می‌شود. 
۲- وسواس دزدی :
عبارت است از دزدی مکرر از فروشگاه‌ها که در آن عمل دزدی مهم است نه شی دزدیده شده و کمتر از پنج درصد دزدان فروشگاه‌ها را شامل می‌شود. 
۳- قماربازی بیمارگونه :
عبارت است از دوره‌های قماربازی که منجر به درهم گسیختگی اجتماعی-اقتصادی، مقروض شدن و فعالیت‌های غیرقانونی شود.
۴- جنون آتش‌افروزی :
ایجاد حریق عمدی
۵- وسواس کندن مو :
عبارت است از کندن مو که منجر به طاسی لکه‌ای می‌گردد، کندن موی سر شایع است. ابروها پلک‌ها و ریش کمتر و موی تنه، زیر بغل ندرتاً هدف کندن قرار می‌گیرد.
۶- نامشخص :
در هیچ طبقه‌ای قرار نمی‌گیرد.

## نگارخانه

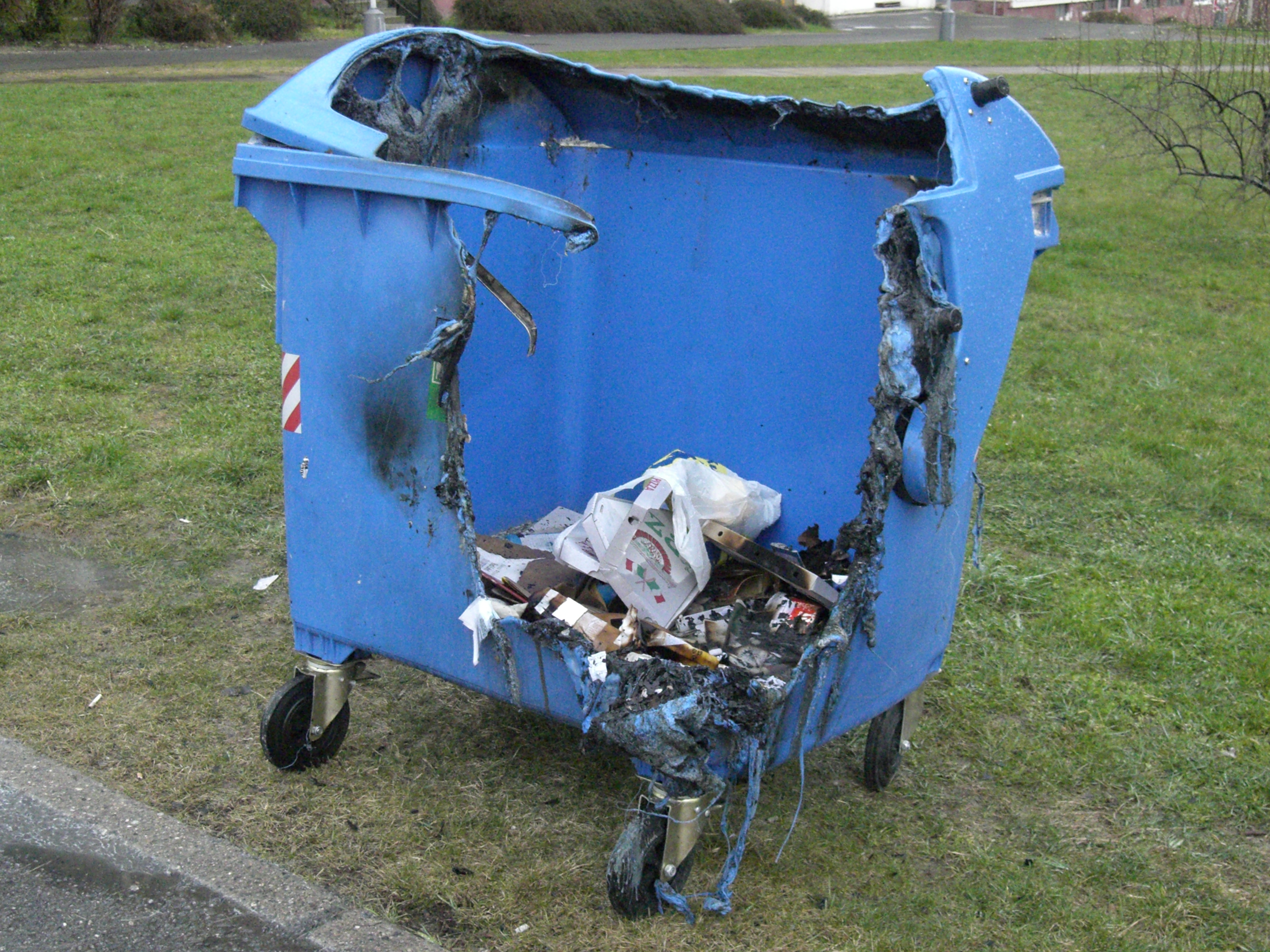
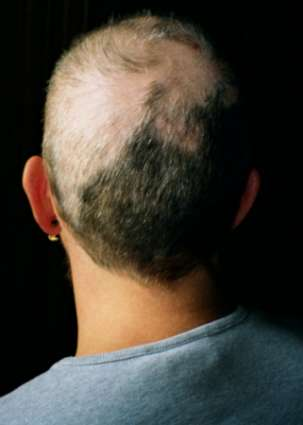
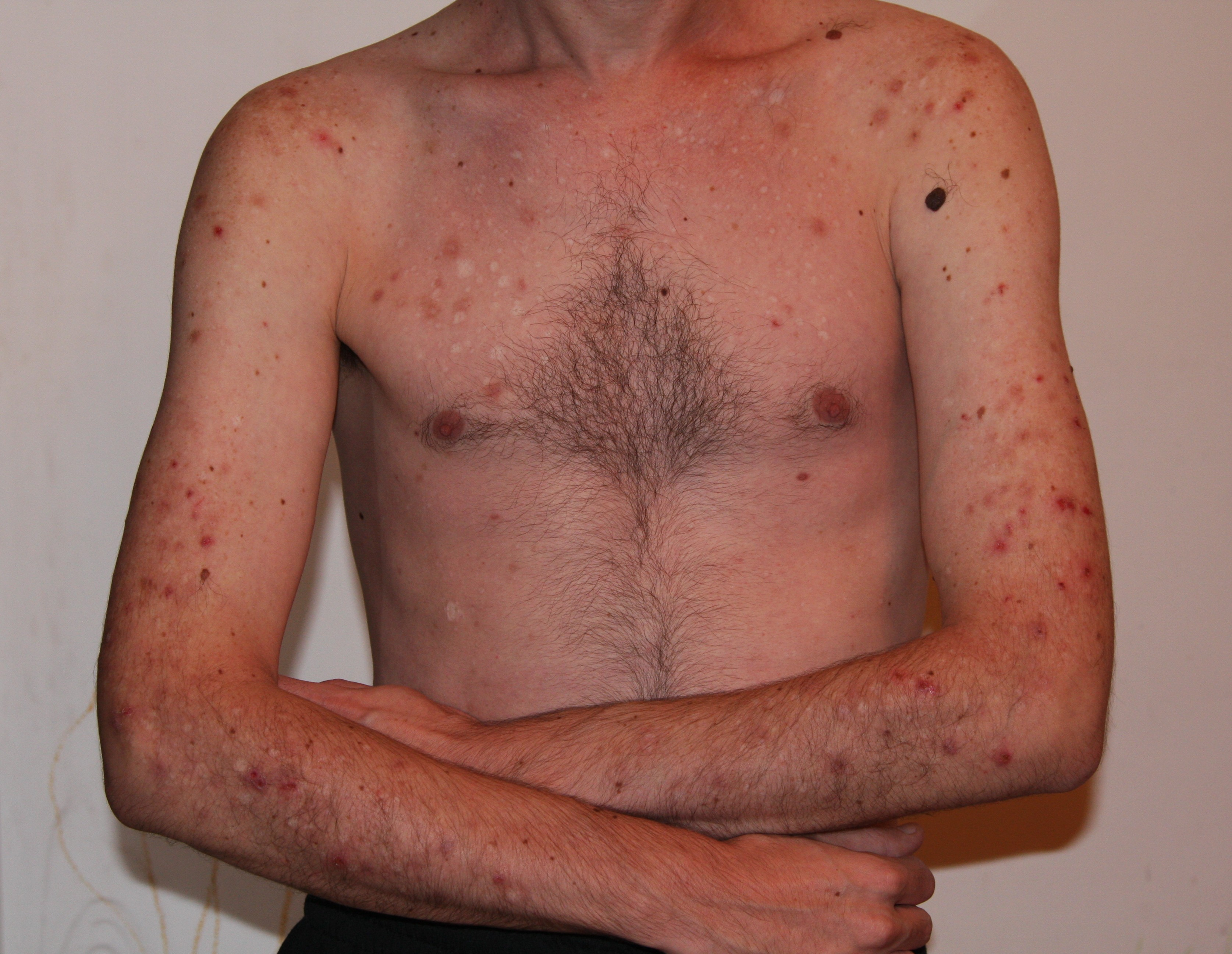
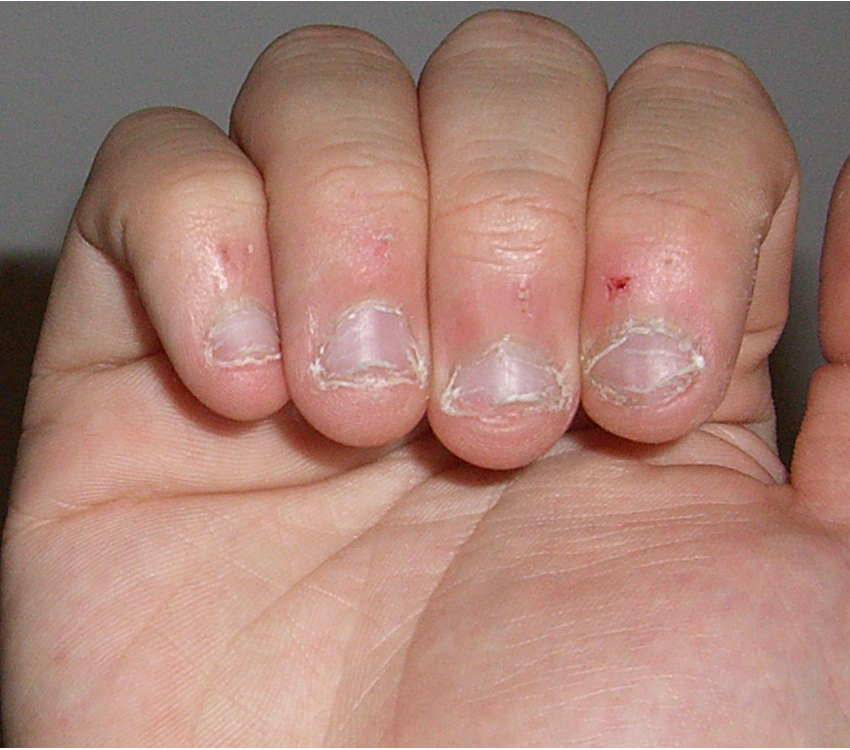